# Пояс Славы (Одесса)
По́яс Сла́вы (Оде́сса) — в августе 1966 года, в ознаменование 25-летия Героической обороны Одессы во время Великой Отечественной войны вокруг города, был заложен зеленый пояс Славы. В степи, где проходил главный рубеж 73-дневной героической обороны Одессы, где насмерть стояли воины подразделений, частей и соединений Приморской армии, Черноморского флота и народных ополченцев Одесского оборонительного района, защищавшие Одессу от 300-тысячной армии фашистов, по многокилометровой дуге установлены монументы, памятники, обелиски и мемориальные комплексы.

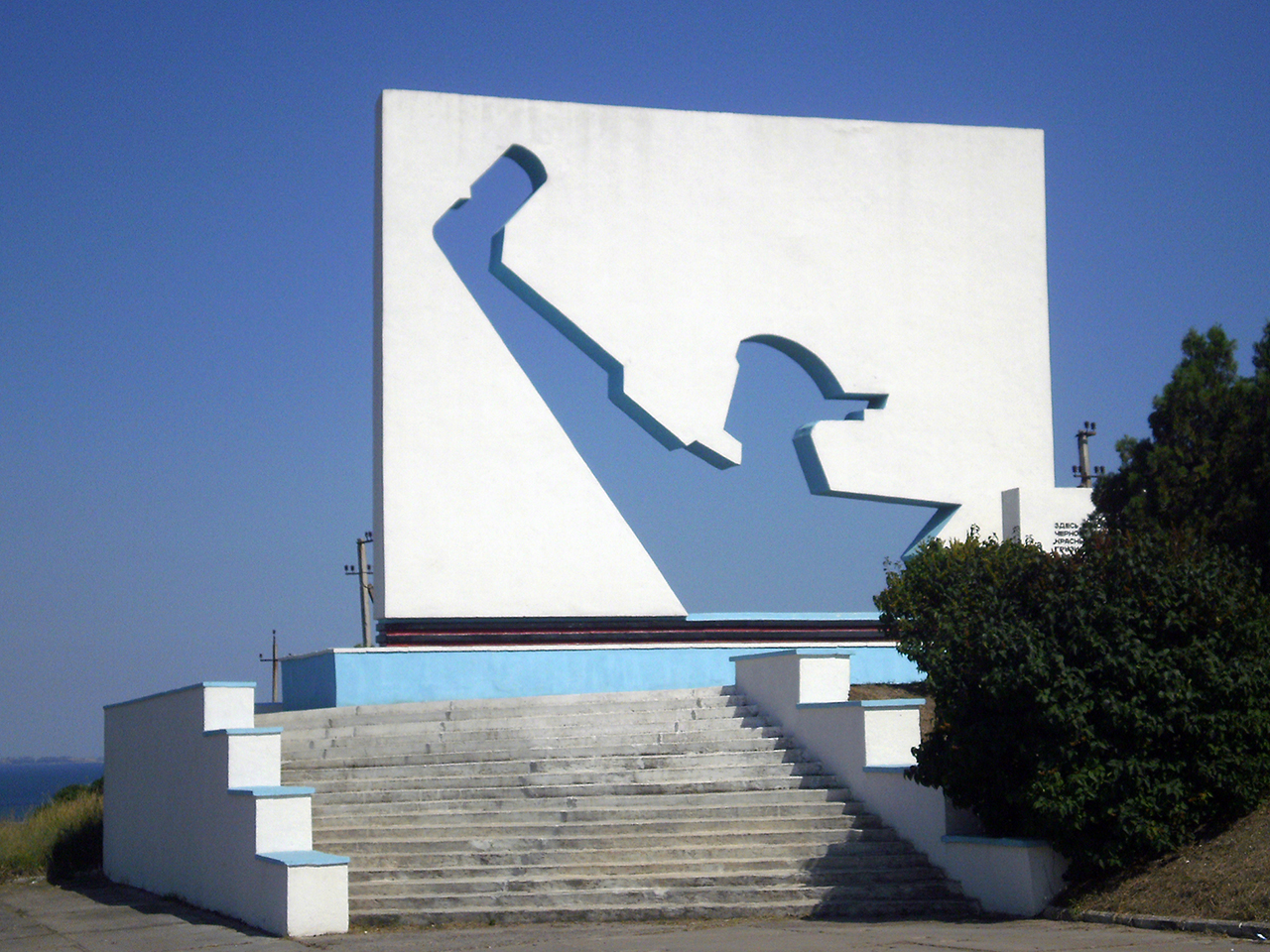
Памятник Григорьевскому десанту, установлен у села Григорьевка Коминтерновского района

## Монументы, входящие в пояс
Пояс Славы включает несколько монументов, которые установлены в следующих местах:
1. М-28, Монумент на месте высадки десанта у села Григорьевка (46°35′52″ с. ш. 31°00′05″ в. д.HGЯO)
2. М-28, Мемориал 412-й береговой батареи у посёлка Черноморское (46°35′31″ с. ш. 30°57′51″ в. д.HGЯO)
3. М-28, Монумент у села Новая Дофиновка (46°34′39″ с. ш. 30°54′52″ в. д.HGЯO)
4. Монумент у села Александровка (46°36′33″ с. ш. 30°52′11″ в. д.HGЯO)
5. М-14 (E 58), Памятный Курган Славы в районе завода «Центролит» (Кулиндоровский промузел) искусственный холм, увенчанный обелиском (архитекторы М. Н. Бейер, Г. А. Дрикер, А. А. Межибовский, В. Л. Фельдштейн, скульптор А. В. Копьев; 46°37′38″ с. ш. 30°50′05″ в. д.HGЯO)
6. Монумент на 21-м километре Балтской дороги (старое шоссе Одесса–Балта, uk:Автошлях Р 71), у села Августовка (46°38′02″ с. ш. 30°40′44″ в. д.HGЯO)
7. Мемориальный комплекс Партизанской славы в селе Нерубайское. К комплексу относятся здание музея, обелиск-мемориал и скульптурная группа 'Люди-камни' (архитектор В. Ф. Голод и В. И. Мироненко, скульпторы М. И. Нарузецкий и К. Л. Литвак; 46°32′14″ с. ш. 30°37′37″ в. д.HGЯO)
8. М-05 (E 95), Монумент у села Дачное (Гниляково)(46°35′49″ с. ш. 30°33′40″ в. д.HGЯO)
9. Монумент у станции Дачная (46°35′00″ с. ш. 30°32′25″ в. д.HGЯO)
10. М-16 (E 58), Монумент у восточной окраины села Дальник (Большой Дальник) (46°29′40″ с. ш. 30°33′22″ в. д.HGЯO)
11. М-15 (E 87), Монумент у юго-западной окраины села Дальник (Большой Дальник) (46°28′16″ с. ш. 30°32′13″ в. д.HGЯO)
12. Н-04, Монумент у села Прилиманское (Татарка) (46°25′34″ с. ш. 30°36′20″ в. д.HGЯO)

## Мероприятия
Уже много лет в начале апреля по маршруту Пояса Славы проводятся туристический пеший переход «100 километров за 24 часа по Поясу Славы» (с 1974 г.) и велоралли «100 километров за 10 часов по Поясу Славы» (с 1983 г.). Существует зачет по сумме двух дистанций в течение суток — «Железный человек». Мероприятия приурочены к 10 апреля — дню освобождения Одессы от фашистских захватчиков.